# تسوباسا سوزوكي
تسوباسا سوزوكي (باليابانية: 鈴木 翼) (26 أبريل 1994 في تسوروكا في اليابان - )؛ هو لاعب كرة قدم ياباني سابق كان يلعب كمدافع.

## وصلات خارجية
- تسوباسا سوزوكي على موقع رابطة كرة القدم اليابانية للمحترفين (اليابانية)
- تسوباسا سوزوكي على موقع قاعدة بيانات كرة القدم.إي يو (الإنجليزية)
- تسوباسا سوزوكي على موقع Soccerway.com (الإنجليزية)